# Tauá
Tauá là một đô thị thuộc bang Ceará, Brasil. Đô thị này có diện tích 4018,188 km², dân số năm 2007 là 53731 người, mật độ 13,37 người/km².